# Fernando de Noronha
|  | Aquest article tracta sobre l'arxipèlag brasiler. Si cerqueu el navegant portuguès, vegeu «Fernão de Noronha». |

Fernando de Noronha o Fernão de Noronha és un arxipèlag brasiler pertanyent a l'Estat de Pernambuco, format per 21 illes i illots, que ocupa una àrea de 26 km², situat a l'oceà Atlàntic, a l'est de l'estat de Rio Grande do Norte. Constitueix un districte de l'estat de Pernambuco des de 1988, quan va deixar de ser un territori federal la sigla del qual era FN. És dirigida per un administrador-general designat pel govern de l'estat. L'illa principal té 17 km² i queda a 545 km de Recife, capital de Pernambuco, a 360 km de Natal, capital del Rio Grande do Norte, a 830 km de Fortaleza, capital del Ceará, i a 1220 km de Salvador, capital de Bahia. Està inscrita a la llista del Patrimoni de la Humanitat de la UNESCO des de l'any 2001.
Després d'una campanya liderada per l'ambientalista gaúxo José Truda Palazzo Jr., el 1988 la major part de l'arxipèlag va ser declarada Parc Nacional, amb prop de 8 km², per a la protecció de les espècies endèmiques existents i de l'àrea de concentració dels dofins rotadors (Stenella longirostris) que allà es reuneixen diàriament a la Badia dels Golfinhos - el lloc d'observació més regular de l'espècie a tot el planeta.

## Història
L'illa hauria estat descoberta, probablement, per Gaspar de Lemos el 1500 o per una expedició de la qual Duarte Leite erróneamente hauria atribuït el comandament a Fernão de Noronha, el 1501-1502. No obstant això, el primer a descriure-la va ser Amerigo Vespucci, que va prendre part en l'expedició de Gonçalo Coelho.
El nom de l'arxipèlag prové, no obstant això, del nom del primer propietari de la capitania hereditària, després de la donació de D. Manuel I el 16 de febrer de 1504 a Fernão de Noronha.
L'arxipèlag va ser envaït diverses vegades, el 1534 per anglesos, de 1556 fins a 1612 per francesos, en 1628 i 1635 pels holandesos, tornant al control portuguès el 1700, per a ser novament conquistada pels francesos en 1736 i definitivament ocupada pels portuguesos en 1737.

### Presidi
Abans de ser el paradís turístic i ecològic de l'actualitat, l'arxipèlag va ser lloc de detenció de condemnats enviats a complir pena en el presidi que hi existia, que va funcionar de 1737 a 1942 (de 1938 en endavant només per a presos polítics de l'Estat Nou).
Un reportatge de la revista 'O Cruceiro', de 2 d'agost de 1930, descriu el presidi com un fantasma infernal per a aquests proscrits de la societat, que vivien completament aliens al que passava a la resta món, malgrat que el Govern mantenia que proporcionava als presos una vida saludable de treball i de confort (Font: El Creuer, ed. 2 d'agost de 1930).

## Llocs d'interès turístic

### Platges
Mar interior
- Baía e Porto de Santo Antônio
- Praia da Biboca
- Praia do Cachorro, na Vila dos Remédios (en el centre històric de l'ilña)
- Praia do Meio
- Praia da Conceição o de Italcable
- Praia do Boldró, a Vila Boldró
- Praia do Americano
- Praia do Bode
- Praia da Quixabinha
- Praia da Cacimba do Padre
- Baía dos Porcos
- Baía do Sancho (badiaa d'aigües transparents, envoltada de penyasegats cobertes de vegetació)
- Baía dos Golfinhos o Enseada do Carreiro de Pedra
- Ponta da Sapata

Mar de Fora
- Praia do Leão
- Ponta das Caracas
- Baía Sueste
- Praia de Atalaia
- Enseada da Caeira
- Buraco da Raquel
- Ponta da Air France

### Edificis
- Fort de Nossa Senhora dos Remédios de Fernando de Noronha
- Fortí da Praia da Atalaia de Fernando de Noronha
- Reducte de Nossa Senhora da Conceição de Fernando de Noronha
- Reducte de Santa Cruz do Morro do Pico de Fernando de Noronha
- Reducte de Santana de Fernando de Noronha
- Reducte de Santo Antônio de Fernando de Noronha
- Reducte de São João Batista de Fernando de Noronha
- Reducte de São Joaquim de Fernando de Noronha
- Reducte de São José do Morro de Fernando de Noronha
- Reducte de São Pedro da Praia do Boldró de Fernando de Noronha
- Reducte do Bom Jesus de Fernando de Noronha
- Morro Dois Irmãos

### Submarinisme
És un lloc internacionalment destacat per a fer-hi submarinisme.

## Problemes Ecològics
Encara que està protegida per la seva designació de parc nacional, molt del seu ecosistema terrestre està destruït. La major part de vegetació original va ser tallada en l'època en què l'illa funcionava com presidi, per a fer més difícil que els presoners fugissin i s'amaguessin.
Existeix també el problema de les espècies invasores, especialment la llinosa, originalment introduïda amb la intenció d'alimentar el bestiar. La seva disseminació pel territori està fora de control, amenaçant el que resta de la vegetació original. Sense la cobertura de les plantes, l'illa no reté aigua suficient durant l'estació seca, i la vegetació adquireix un to marronós, assecant-se per tant.
S'observa també la incoherència del permís de cria d'ovelles a l'illa, alhora que es demana als visitants que preservi a Mata Atlàntica insular, en fase de recuperació.
Una altra espècie invasiva és el llangardaix localment conegut com a teju, originalment introduït per a intentar controlar una plaga de ratolins. La idea no va funcionar una vegada que els ratolins són nocturns i el teju diürn. Actualment el llangardaix ha passat a ser considerat plaga en comptes dels ratolins.